# Aeroport d'Alta
L'Aeroport d'Alta (noruec: Alta lufthavn noruec: ) (IATA:ALF, OACI:ENAT) és un aeroport internacional que presta servei a la ciutat d'Alta (Noruega), a la província de Finnmark, Noruega . Es troba a Elvebakken i Altagård, en la riba sud del Fiord d'Alta i en la desembocadura del riu Altaelva. L'any 2013 van passar per l'aeroport 353.051 persones, convertint-lo en el més transitat de Finnmark.
Norwegian Air Shuttle i Scandinavian Airlines són els seus principals operadors, amb vols regulars a Tromsø i Oslo. A més, Widerøe realitza vols a diversos aeroports regionals de Finnmark. També hi ha un nombre limitat de vols xàrter internacionals. Es va inaugurar el 4 de maig de 1963 amb rutes de Scandinavian Airlines cap a Oslo i els principals aeroports del nord, però no va ser fins al 1970 quan Widerøe va començar a volar a aeroports regionals. L'any 1990 la importància de l'Aeroport d'Alta es va incrementar en convertir-se en un hub per a la recentment creada SAS Commuter. Norwegian va començar a volar aquí l'any 2003 i es va inaugurar una nova terminal l'any 2009.

## Instal·lacions
Operat per l'empresa estatal Avinor, té una única pista d'aterratge alineada 11-29 —aproximadament est-oest— sense pista de rodatge. Tots dos sentits estan equipats amb un ILS de categoria I. L'edifici de la terminal té 5.000 m², capacitat suficient per a vols internacionals.

## Aerolínies i destinacions

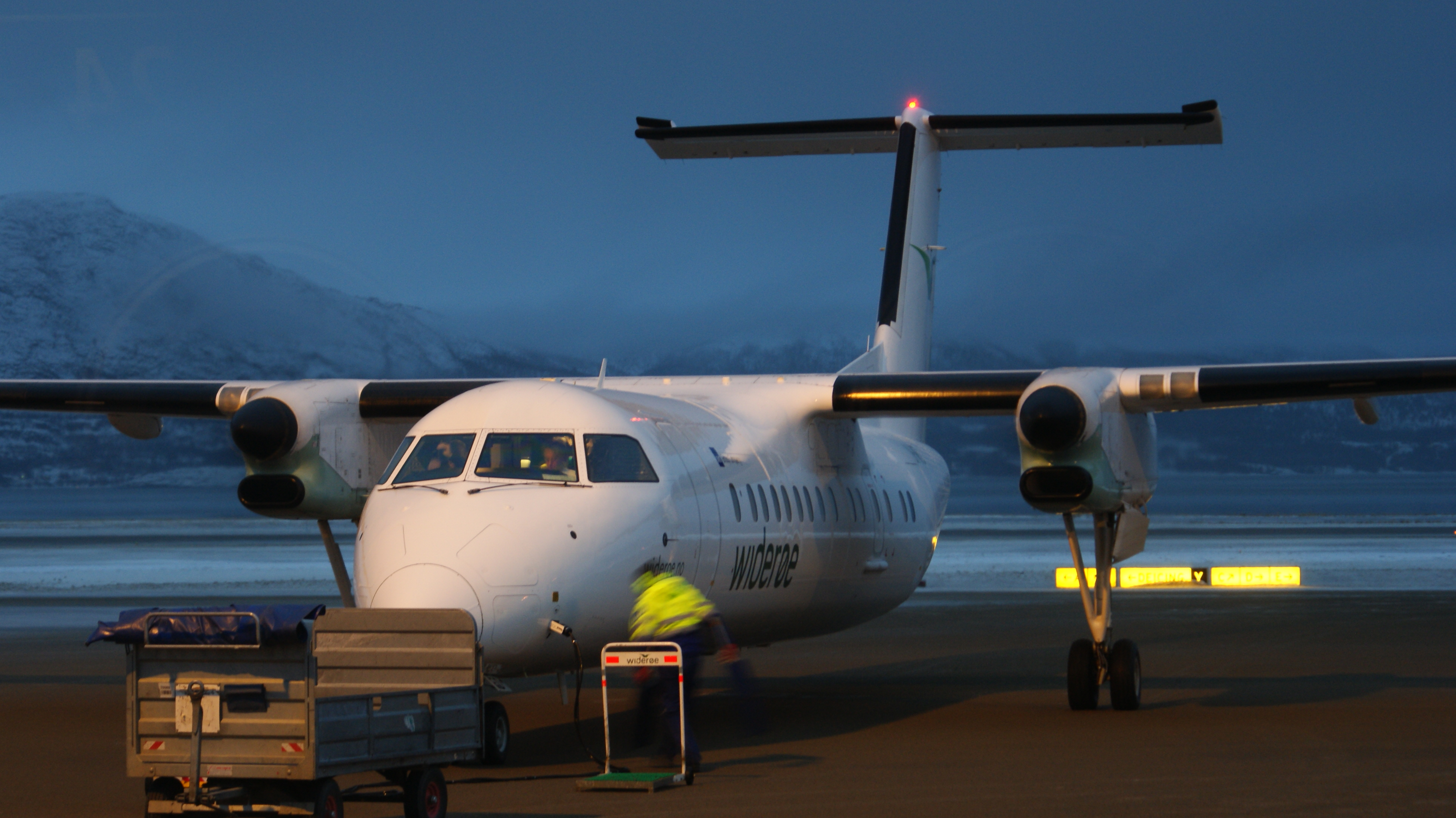
Bombardier Dash 8 de Widerøe al migdia durant la nit polar

| Aerolínies            | Destinacions                                                                            |
| --------------------- | --------------------------------------------------------------------------------------- |
| Aegean Airlines       | Chárter: La Canea                                                                       |
| Balkan Holidays       | Chárter: Burgas                                                                         |
| Corendon Airlines     | Chárter: Bodø, Milas-Bodrum                                                             |
| Norwegian Air Shuttle | Oslo-Gardermoen Estacional: Tromsø                                                      |
| Scandinavian Airlines | Oslo-Gardermoen, Tromsø                                                                 |
| Widerøe               | Båtsfjord, Hammerfest, Honningsvåg, Kirkenes, Lakselv, Mehamn, Sørkjosen, Tromsø, Vadsø |